# Guantanamera
|  | Per a altres significats, vegeu «Guantanamera (pel·lícula)». |

«Guantanamera» és una coneguda cançó popular cubana. La lletra més coneguda, adaptada per Julián Orbón, està basada en les primeres estrofes dels Versos sencillos, del poeta José Martí. La composició musical s'atribueix oficialment a José Fernández Díaz, més conegut com a «Joseíto». La cançó ha estat adaptada i gravada en diverses versions.

## Origen comunitari de «Guantanamera»
Segons l'investigador musical Natalio Galán, la música de «Guantanamera» troba les seves arrels en el pasacallo, que al seu torn és una modificació de la cercavila hispànica de 1730. Per la qual cosa, segons Galán, la «Guantanamera» és una modificació del son oriental, específic de la zona de Guantánamo, i la tècnica utilitzada (amb les seves modificacions) provenia d'Espanya. L'altra influència important de la cançó és la montuna, i de la fusió d'aquests dos estils resulta la guajira guantanamera:
| «               | (…) la montuna abandona el municipi de Guantánamo i els havaners la descobreixen el 1927 —entre son i son que ballaven, car les seves vides semblen haver seguit un fluir paral·lel— anomenat-la guajira guantanamera, marcant el seu naixement i fixant-ne la tonada que la caracteritza des de 1930. | » |
| — Natalio Galán | |   |

Així, doncs, segons María Algelia Vizcano, tot sembla apuntar al fet que la tonada de la «Guantanamera» no és del segle xx, ni es pot dir que Joseíto Fernández, o Orbón, ni cap dels esmentats en fossin legítimament autors, sinó tan sols promotors i impulsors.

## Pete Seeger i la internacionalització
La versió més àmpliament coneguda d'aquesta cançó és la que adapta les primeres estrofes dels Versos sencillos, del poeta cubà José Martí, les quals van ser adaptades per Julián Orbón. Segons el periodista López Nussa, a la revista Bohemia del 30 de desembre de 1983, el cantant de folk estatunidenc Pete Seeger, va visitar un campament d'estiu per a infants el 1962, on aquests li van demanar que toqués una cançó que havia portat un dels seus instructors. Es tractava d'Héctor Angulo, el qual havia estudiat amb Orbón i coneixia la versió amb els versos de Martí. Seeger i Angulo van quedar acreditats com coautors de la cançó, i Seeger, la va popularitzar en més de 35 països. Joseíto, qui havia inscrit «Guantanamera» el 1944, va reclamar-ne els drets d'autor, i Seeger va viatjar a l'Havana el 1971 per arribar a un acord. Segons aquest relat, Joseíto va fer famosa la cançó i la tornada al programa de ràdio, Julián Orbón va ajustar-li els Versos sencillos, i el seu estudiant la va portar a Nova York, on Seeger la va internacionalitzar.

## Intèrprets i adaptacions
La cançó ha estat interpretada per diversos cantants i grups musicals: Banda Bassotti, Todos Tus Muertos, Tito Puente, Los Lobos, José Feliciano, Julio Iglesias, Los Olimareños i León Gieco, entre d'altres. Cubans com Celia Cruz, Pérez Prado i Compay Segundo la van portar a Amèrica del Nord, encara que als anys 1960 alguns cantants folklòrics estatunidencs també l'havien interpretat, com Pete Seeger, The Weavers, i Joan Baez. A Rússia, aquesta cançó la va cantar en castellà Muslim Magomáyev. Va ser també interpretada pel cantant búlgar Bíser Kírov.
Existeix també una versió d'estil dancehall de Yellowman, una versió estil ska de Roland Alphonso, una versió en castellà i anglès de Die Toten Hosen, una versió en italià de l'any 1967 de Betty Curtis, una versió en francès de Joe Dassin i Nana Mouskouri, una versió rap de grup The Fugees i una versió en gal·lès de Mary Hopkin. El 1973 va aparèixer interpretada per Rolando Ojeda en l'àlbum de diversos artistes Primer festival internacional de la canción popular.
El grup Quilapayún també té la seva versió pròpia d'aquest tema, adaptant la lletra del tema al desexili i els successos posteriors al plebiscit nacional de Xile de 1988. També hi ha una versió vocal del grup cubà Vocal Sampling. El 1997, Wyclef Jean en va fer una versió rap. El 2006, Richard Stallman en va fer una versió titulada «Guantanamero». Juan Torres va ser l'intèrpret de la versió instrumental emprada com a introducció en algunes retransmissions de Radio Havana Cuba. El 1994 a Costa Rica, José Capmany, en el primer disc compacte de la seva banda Café Con Leche, titulat Un día cualquiera, interpreta una versió rock d'aquest tema. També l'any 1998, una banda anomenada You Know Who, va interpretar una versió d'estil eurodance.
Luciano Pavarotti, Pau Donés i Celia Cruz tenen una versió junts de la cançó a Pavarotti & Friends. Plácido Domingo va interpretar la tornada i una estrofa de «Guantanamera» com a part d'un popurri de cançons en el seu disc De mi alma latina 2. El grup basc Hertzainak també en té una versió. També Xesco Boix la va versionar i apareix dins de l'àlbum Els contes d'Hamelin, editat el 1981.
La melodia de la cançó també ha estat utilitzada per múltiples grups d'aficionats de futbol a Anglaterra, a Itàlia, i a l'Estat espanyol, entre altres països, com a càntic futbolístic dedicat als seus equips, als rivals o als àrbitres. L'afició del València CF la cantà, amb la lletra Sois San Marino, vosotros sois San Marino, per a fer burla de la derrota per 6-0 que el Reial Madrid patí a Mestalla en la Copa del Rei de 1999, en referència a una derrota soferta per la xicoteta selecció davant Espanya en un partit disputat pocs dies abans a l'estadi del Madrigal.